# Manuel Ulloa Elías
Manuel Ulloa Elías (ur. 12 listopada 1922 w Limie, zm. 9 sierpnia 1992 w Madrycie) – peruwiański ekonomista, prawnik i polityk liberalno-reformistyczny; w 1968 i 1980–1982 minister gospodarki i finansów, w 1980–1982 premier, wieloletni senator (1980–1992) pełniący funkcję przewodniczącego Kongresu w 1984–1985.

## Życiorys
Urodził się w rodzinie prawnika i dyplomaty Alberta Ulloa Sotomayor (1892–1975) oraz jego żony Margarity Elías Beddy (1895–1975). Miał starszego brata Alberta (1921–2002). Wykształcenie powszechne odebrał w kolegiach katolickich, uczęszczając w 1929–1936 do szkoły podstawowej prowadzonej przez Marystów, następnie w 1934–1938 do liceum Jezuitów. W 1938–1939 przebywał wraz z rodziną w Amsterdamie, gdzie jego ojciec był ambasadorem. W 1940 rozpoczął studia z prawa, ekonomii i socjologii na Uniwersytecie św. Marka, które zakończył aplikacją adwokacką i uzyskaniem tytułu doktora nauk prawnych w 1947.
Pracę zawodową rozpoczął już jako student, zatrudniając się w banku „Casa Grace” w Limie (1940–1956), potem przenosząc się do Nowego Jorku (1957–1961). Następnie pracował kolejno jako: wiceprezes spółki rynków finansowych „Deltec Investment Development” (1961–1962), później prezes „Deltec Banking Corporation” (1962–1963). Jeszcze do połowy 60. XX w. związał się z branżą handlu międzynarodowego, zajmując stanowiska kierownicze w „Frederick Hatch and Co.”, aby zostać ostatecznie prezesem „Yale Río Doce Trading Co.”.
W 1965 przejął redakcję gazety „Diario Expreso”, uzależniając ją od agencji Reuters. Wobec zmian w prawodawstwie prasowym, zakazującym zajmowania funkcji kierowniczych osobom stale przebywającym za granicą, zrezygnował ze stanowiska wydawcy w 1974. W 1974–1992 redagował, ukazujący się w Madrycie dziennik przeznaczony dla czytelników latynoamerykańskich „Expreso Auténtico”.
W 1967 powrócił do Peru i zaangażował się w działalność partyjną w Akcji Ludowej. W 1968 objął tekę ministra Finansów i Handlu w rządzie Edgarda Seoane Corralesa. Pomimo upadku jego gabinetu zachował funkcję w kolejnych rządach: Raúla Ferrera Rebagliatiego, Oswalda Hercellesa Garcíi (1908–1969) i Miguela Mujica Gallo. W 1977 został podsekretarzem w prezydium krajowym partii. Aktywnie uczestniczył w reorganizacji jej struktur. Wspólnie z partią zbojkotował wybory parlamentarne w 1978. Jednak już w 1980 poprowadził partię w kolejnych wyborach, dzięki którym objęła ona władzę w kraju wraz z prezydentem Fernandem Belaúndem Terrym. 28 lipca 1980 uformował rząd, obejmując funkcję premiera oraz ministra Gospodarki, Finansów i Handlu. Urząd złożył 9 grudnia 1982.
W lipcu 1992 poważnie pogorszył się jego stan zdrowia i wyjechał na leczenie do Nowego Jorku. Później zdiagnozowano u niego nowotwór płuc. Zmarł 9 sierpnia tego samego roku w Madrycie, gdzie został pochowany na cmentarzu św. Izydora.
Ulloa Elías interesował się sztuką, gromadząc cenną kolekcję obrazów i rzeźb. Był członkiem Międzynarodowej Rady Sztuki Nowoczesnej, założycielem galerii sztuki latynoamerykańskiej w Madrycie i Limie. W 1966–1980 był prezesem Instytutu Sztuki Współczesnej.

## Działalność polityczna
W trakcie całej swojej działalności politycznej był członkiem Akcji Ludowej, do której przystąpił wraz z jej uformowaniem. Już w 1967 został bliskim współpracownikiem Fernanda Belaúnde Terry'ego. 1 czerwca 1968 prezydent mianował Ulloę Elíasa ministrem finansów i handlu w rządzie Oswaldo Hercellesa Garcíę (1908–1969). Tekę ministerialną objął w trakcie poważnego kryzysu gospodarczego z fatalnym stanem fiskalnym; we wrześniu 1967 sol odnotowywał jedną z najniższych wartości w swojej historii. Przygotował więc kilka reform, które wywarły silny wpływ na gospodarkę Peru w 60. i 70. XX w. Zakładały one modernizację stosunków społeczno-ekonomicznych Peru, wzorowaną na Stanach Zjednoczonych. Doprowadził do otwarcia rynku krajowego na kapitał zagraniczny, co zwiększyło atrakcyjność inwestycyjną Peru. W sierpniu 1968 wprowadził tzw. dekret najwyższy, akt specjalnej wagi prawnej, który zapewnił płynność poborów podatku dochodowego. Dekret wprowadził również bezpośrednie opodatkowanie wartości posiadanych akcji oraz ujednolicił podatek od nieruchomości. Pozwoliło to na wykorzystanie dewiz do wsparcia rozwoju przemysłu i sfinansowanie ostatniego etapu reformy rolnej. Deklarował również promocję kapitału krajowego w strategicznych gałęziach przemysłu lub w wyjątkowych sytuacjach jego nacjonalizację.
Reforma Ulloi okazała się opłacalna zarówno ekonomicznie, jak i politycznie. Państwo uzyskało poparcie Stanów Zjednoczonych i krajów wysoko rozwiniętych gospodarczo. Doprowadziła również do poprawy pozycji Akcji Ludowej na krajowej scenie politycznej, zbliżając ją do Apristy, najpopularniejszej partii owego czasu, z którą do tej pory była silnie poróżniona ideologicznie. Z drugiej strony spowodowała ona wzrost napięć frakcyjnych w Akcji Ludowej, zbliżając jej radykalnych działaczy do ugrupowań lewicowych, opowiadających się za gospodarką planową.
Ullola Elías utracił stanowisko ministra w związku z wojskowym zamachem stanu gen. Juana Velasca Alvarada z 3 października 1968.
W polityce krajowej pojawił się ponownie dopiero w 1980, obejmując mandat senatora w Kongresie Republiki w wyniku pierwszych od 1968 wyborów powszechnych do parlamentu. Pod koniec kadencji, 26 lipca 1984 został wybrany na przewodniczącego Kongresu. Uzyskiwał reelekcje w 1985 i 1990.
28 lipca 1980 prezydent Belaúnde powierzył mu misję utworzenia rządu, w którym objął też tekę ministra gospodarki, finansów i handlu. W tym okresie rząd podejmował doraźne działania reformy gospodarczej. Pomimo wysokiej inflacji Ulloa postanowił korygować politykę monetarną wyłącznie poprzez okresowe dewaluacje sola. Nieudolność swojego rządu do poprawy sytuacji gospodarczej usprawiedliwiał pokutującym dziedzictwem junty oraz uciążliwym El Niño. Podał się do dymisji 9 grudnia 1982.

## Życie prywatne
Czterokrotnie wchodził w związki małżeńskie. Po raz pierwszy ożenił się w 1947 w Limie z Carmen García Elmore (1924–2014), córką Carlosa Garcíi Gastañety (1890–1968), prezesa „Casa Grace”, i jego żony Eglantiny Elmore Letts (1892–1984). Małżeństwo zakończyło się rozwodem, pozostając bezdzietne.
Ponownie ożenił się w 1956 w Montevideo z Belgijką, Nadine van Peborgh Grisar (ur. 1930), z którą miał dwóch synów: Manuela Alberta (1958–2010), przedsiębiorcę, i Fernanda (1960–1978). Ponownie się rozwiódł.
Po raz trzeci ożenił się w 1978 w Limie z Isabel Zorraquín y de Corral (1940–2009), z którą również się rozwiódł. Kolejny raz ożenił się 28 lutego 1987 w Nowym Jorku z Elżbietą Karadziordziewić (ur. 1936), córką Pawła (1893–1976) i Olgi Glücksburg (1903–1997). Oba ostatnie małżeństwa były bezdzietne. W 1990–1992 był w nieformalnym związku z argentyńską pisarką Maki Miró Quesada (ur. 1949). 